# Madonna Hildburgh
La Madonna Hildburgh es una obra de la escuela de Donatello (probablemente sobre dibujo o sobre un original perdido del maestro) realizada en mármol (41,1x32,2 cm) conservada en el Victoria and Albert Museum de Londres. Se trata quizás de un relieve esculpido en partes más o menos relevantes por un alumno o por el taller de Donatello a partir de un dibujo del maestro o copiado de uno suyo original, datado en el año 1426 aproximadamente.

## Descripción y estilo
La obra, en estilo stiacciato, está insertada en un óvalo y muestra a la Virgen sentada en un trono con el Niño bajo  un escenográfico arco y flanqueada por cuatro ángeles, dos adoradores situados a los lados y dos músicos con viola y laúd en la parte inferior.
La obra, o al menos su original, se data en 1426, fecha de la Maestà de Masaccio, con la cual comparte una análoga estructura (Avery, 1991). Los dos artistas estaba de hecho comprometidos con la ciudad de Pisa aquel año y está documentada la relación entre ambos.
Parece casi una carrera de virtuosismo el escorzo de los instrumentos de los ángeles que están presentes en la obra en posiciones análogas al gran cuadro de Masaccio.